# Tiergarten und Reiterhof Walding
Koordinaten: 48° 21′ 2,2″ N, 14° 8′ 11″ O
Der Tiergarten & Reiterhof Walding ist ein zoologischer Garten in der Marktgemeinde Walding im oberen Mühlviertel im Bezirk Urfahr-Umgebung in Oberösterreich. Er wurde von Familie Mair 1967 auf einem Bauernhof und Gasthof in Pasching bei Linz gegründet.
1977 zog Familie Mair mit fast allen Tieren nach Walding und bekam 1979 die Baubewilligung für den Tiergarten. Seit dem Tod der Eltern von Angela Mair (Karl Mair starb 1988 und Maria Mair 1992) wird der Tiergarten von Angela Mair weitergeführt.
Es werden folgende exotische Tiere gehalten: Gibbon, Löwe, Zebra, Serval, Kamele, Alpakas, Guanakos, Strauße, Präriehunde und viele Arten von Vögeln., außerdem seltene Haustierrassen wie Walliser Ziegen, Tauernschecken, Watussirinder, Schwarznasenschafe und weiße Barockesel.